# Leopoldius
Leopoldius là một chi ruồi trong họ Conopidae.

## Các loài
- L. brevirostris (Germar, 1827)
- L. cabrilsensis Carles-Tolrá, 2000
- L. calceatus (Róndani, 1857)
- L. coronatus (Róndani, 1857)
- L. diadematus Róndani, 1845
- L. signatus (Wiedemann in Meigen, 1824)
- L. valvatus Kröber, 1914

Danh sách này không đầy đủ, bạn cũng có thể giúp mở rộng danh sách.